# 四川文化艺术学院
四川文化艺术学院，前身是四川音乐学院的二级学院四川音乐学院绵阳艺术学院。

## 学校概况
- 2001年，创建四川音乐学院绵阳教学区，为四川音乐学院绵阳分校区，
- 2001年四川音乐学院成立川音成都美术学院（成都双流）、

川音国际演艺学院（成都白果林）、
川音通俗音乐专业教学点（成都龙泉）、
川音绵阳艺术学院（绵阳校区）等二级学院；
- 2004年川音成都美术学院、川音国际演艺学院、川音通俗音乐学院、舞蹈学院并入新都校区。
- 2006年4月，升格为独立建制的四川音乐学院绵阳艺术学院。
- 2014年经教育部批准转设为独立设置的艺术院校，并更名四川文化艺术学院，是全国唯一一所以“文化艺术”命名的高等艺术学府。
- 学院成立中国非物质文化遗产研究院、文化部授权经营的艺术服务中心培训部；创立帮助贫困学生助学创业的世界文化教育基金会，建有中国当代作家体量最大的艺术馆——王蒙文学艺术馆。

## 机构设置
- 音乐学院
- 舞蹈学院
- 传媒学院
- 文化学院
- 美术学院
- 心理与教育学院 (院長:夏林清[1])
- 职业教育学院